# Tielman van Gameren
Tielman van Gameren (Utrecht, 3 luglio 1632 – Varsavia, 1706) è stato un architetto e ingegnere olandese.

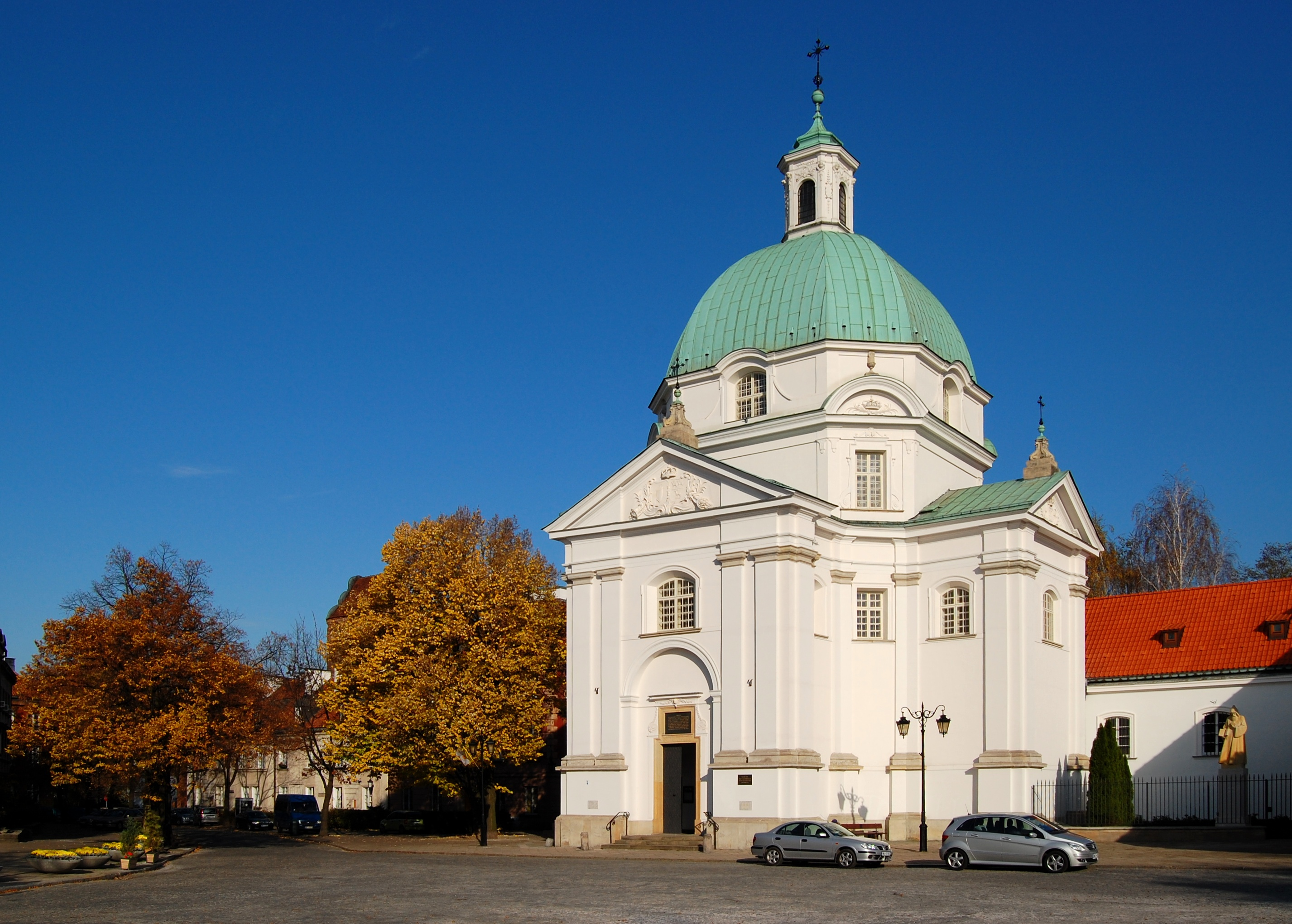
Chiesa di San Casimiro, Varsavia

Si stabilì in Polonia nel 1665 e qui fu tra i maggiori esponenti della stagione barocca.
Sul finire del XVII secolo costruì alcune chiese a pianta centrale, tra cui si ricorda quella di San Casimiro a Varsavia (cominciata nel 1688), che però mostra ancora un linguaggio sordo alle tendenze più vivaci dell'architettura europea.
Da questo punto di vista, decisamente più audace è la chiesa di Sant'Anna a Cracovia (dal 1689), presumibilmente in virtù di una collaborazione con Baldassarre Fontana.
Ricostruì la residenza del principe Sanguszko, sempre a Varsavia, realizzò il progetto per il castello di Nieborów e, nella capitale polacca, lavorò pure al Palazzo della Repubblica (Palazzo Krasiński) a al Palazzo sull'acqua.